# Doliotettix lunulatus
Doliotettix lunulatus är en insektsart som först beskrevs av Zetterstedt 1840.  Doliotettix lunulatus ingår i släktet Doliotettix, och familjen dvärgstritar. Arten är reproducerande i Sverige.